# Estadio Gaziantep Kamil Ocak
El Estadio Gaziantep Kamil Ocak (Turco: Kamil Ocak Stadyumu) fue un recinto deportivo,  sede del club Gaziantepspor, ubicado en Gaziantep, Turquía. Fue construido en 1974 con una capacidad de 16 981 espectadores. Debe su nombre al político turco Mehmet Kamil Ocak. El estadio fue demolido en el 2018.